# Hanauer Marionettentheater
Das Hanauer Marionettentheater ist ein privat geführtes mobiles Marionettentheater in Hanau. Es wurde 1968 von Georg und Gerlinde Richter gegründet und wird seit 2010 von Roland Richter geleitet.

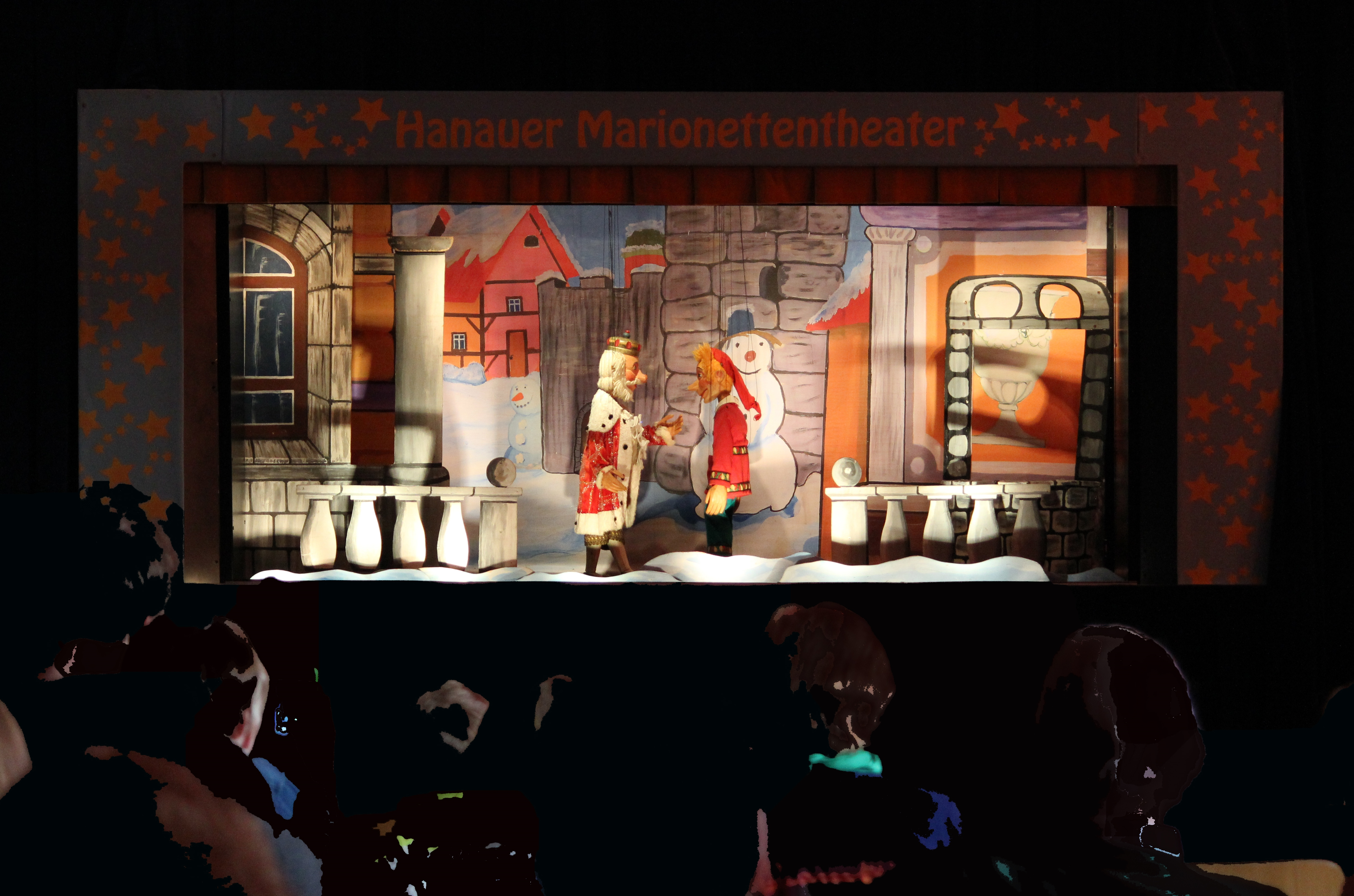
Mobile Bühne des Hanauer Marionettentheaters

## Geschichte

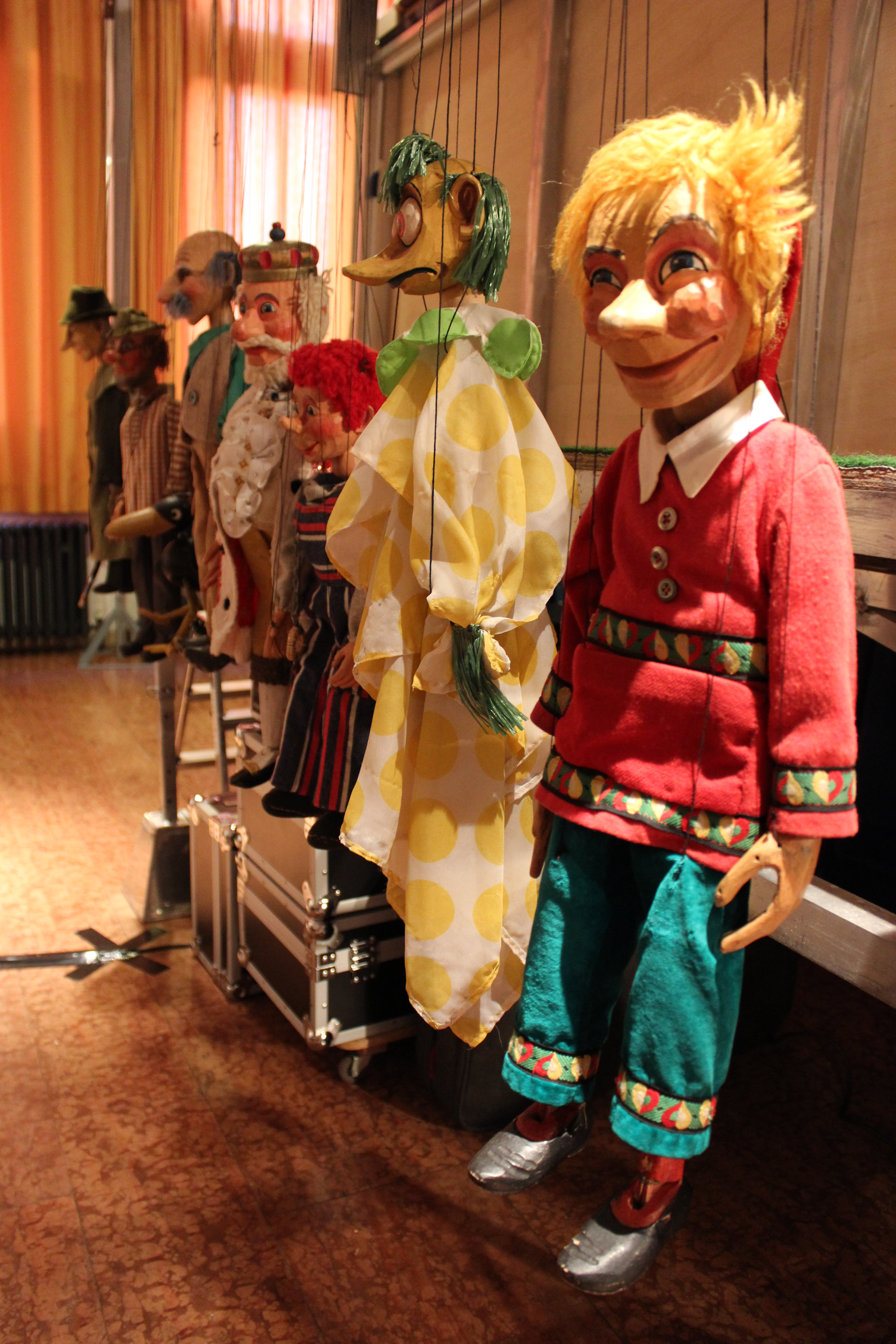
Marionetten aus dem Stück Fridolin und der Zauberring

Als das Hanauer Marionettentheater 1968 von Georg und Gerlinde Richter gegründet wurde, hatten einige der hölzernen Figuren aus der Startphase eine bereits rund 300-jährige Dienstzeit hinter sich. Schon seit vielen Generationen waren die Richters als wandernde Marionettenkünstler unterwegs. Sie präsentierten ihre Aufführungen in früheren Jahrhunderten auf dem Land, in den Städten und an den Höfen der Fürsten. Dabei hatten die sogenannten „landfahrenden“ Puppenspieler aber immer ein Stammhaus, in welchem sich die weit verstreut agierenden Mitglieder der Familien im Winterquartier wieder trafen.
Die restriktive Politik der Regierung in der DDR, die dem Nachwuchs der Puppenspielerfamilien keine neuen Reisegewerbescheine mehr ausstellte, sondern sie zwang, beim elterlichen Betrieb zu verbleiben, war für viele Marionettenspieler der Grund, sich in den Westen Deutschlands abzusetzen. So wie Georg Richter mussten viele Marionettenspieler ihre Betriebe (Fuhrpark, Bühnen und Marionetten) im Osten zurücklassen, als sie in den Westen flüchteten. Auch Georg Richter konnte nur acht historische Köpfe in einer Reisetasche mit sich führen, als er 1952 von Ost- nach Westberlin wechselte und im Anschluss mit seiner Familie in die Bundesrepublik Deutschland weiterflog.
Einiges aus dem ursprünglichen Fundus fand durch die Flucht der weiteren Familienmitglieder wieder zurück, sodass das Hanauer Marionettentheater heute über eine Sammlung von rund 250 historischen Marionetten verfügt. Andere Richter-Marionetten fanden ihren Weg nach der Wende ins Theaterfigurenmuseum Lübeck, wo sie heute in einem eigenen Richter-Flügel ausgestellt sind.
Nach der Flucht war für fast alle Mitglieder der Familie Richter das Puppenspielerdasein zunächst zu Ende. Erst 1968 wurden die alten Puppenköpfe wieder aufgearbeitet, und es wurde nach alten Vorbildern eine neue Bühne gebaut. Vorübergehend war das Spiel mit den Marionetten lediglich ein Nebenerwerb, doch schon bald setzten sich die Qualität und der gelungene pädagogische Ansatz des Theaters weit über die Stadtgrenzen Hanaus hinweg durch. Ab 1980 konnten Georg und Gerlinde Richter wieder vollständig vom Theater leben. Es erfolgten Gastspielreisen in verschiedene Teile der Bundesrepublik Deutschland. Die alte Tradition war wieder lebendig.
Wie sich der Übergang von der achten zur neunten Generation einmal gestalten sollte, wurde am Anfang der 1990er Jahre ein dringliches Problem. Im Gegensatz zu früheren Generationen, in denen die Kinder dem Lebensrhythmus der Eltern folgten, um später einmal selbst Marionettentheater zu spielen, zeitigte die Tatsache der Ansässigkeit der Richters in Hanau Folgen, die anfangs unterschätzt worden waren. So verzögerte sich die Übergabe des Theaterbetriebes von einer Generation zur nächsten bis ins neue Jahrtausend. Bis zum Jahre 2008, als das Hanauer Marionettentheater sein vierzigjähriges Jubiläum feierte, agierten Georg und Gerlinde Richter gemeinsam vor und hinter den Kulissen. Als sich der Gesundheitszustand des mittlerweile 85-jährigen Ehemannes zu verschlechtern begann, führte die nun selbst 80-jährige Gerlinde den Theaterbetrieb mit dem gemeinsamen Sohn Roland weiter.
Einige Jahre leitete Roland Richter zusammen mit seiner Frau, Jale Richter, Literatur- und Theaterwissenschaftlerin, in neunter Generation das Marionettentheater. Nach der Trennung Jale Richters von Ehemann haben sich neue Schwerpunkte in der Gestaltung und Ausführung des Theaters entwickelt. Das „klassische Theater“ hat sich in der Zeit der Kooperative der Eheleute weiterentwickelt. Die damals entstandenen neuen Stücke und Konzepte wurden von Roland Richter & Tochter Katja Fiona Richter in eine neue Form gebracht. Dabei wurden aber die Leitlinien des Richterschen Marionettenspiels bewahrt.
Nach der Trennung von Jale und Roland Richter im Mai 2015 zogen Roland Richter und Tochter Katja Fiona nach Bad Nauheim und gründeten dort im Mai 2016 das Zimmertheater in Bad Nauheim, wobei für den Spielbetrieb das geräumige Wohnzimmer umgebaut und in einen kleinen Theatersaal verwandelt wurde. Die maximale Besucherzahl lag bei 20 Personen. Nach der Entscheidung von Tochter Katja Fiona, zu ihrer Mutter zurückzukehren, stieg Diana Richter, die im November 2016 die dritte Ehefrau von Roland Richter wurde, in den Spielbetrieb ein und betätigte sich als Marionettenspielerin im Zweitberuf. Die Arbeit mit der mobilen Bühne wurde ebenfalls bis zum Beginn der Restriktionen in der Corona-Zeit fortgesetzt.
Im Mai 2021 zog die Mitgründerin des Theaters, Gerlinde Richter, aus gesundheitlichen Gründen aus Hanau zu Sohn und Schwiegertochter nach Bad Nauheim, wo sie am 1. November 2022 verstarb. Ausgelöst durch eine sich verschlechternde Gesundheit und einem durch die Corona-Restriktionen bedingten Motivationsverlust, haben Diana und Roland Richter das Hanauer Marionettentheater und das Zimmertheater in Bad Nauheim aufgelöst. Die Figuren aus der Schaffensphase von Till de Kock wurden an andere Theater umverteilt oder verkauft. Die mobile Bühne wurde ebenfalls an einen anderen Puppenspieler aus der eigenen Familie übertragen.
Lediglich die Marionetten aus der Meisterwerkstatt von Barbara und Günter Weinhold aus Berlin-Köpenick und die selbst gebauten Figuren aus der Zeit des Zimmertheaters von Bad Nauheim besitzen Diana und Roland Richter noch. Sie haben mittlerweile Bad Nauheim wieder verlassen und sich eine kleinere Wohnung im Main-Kinzig-Kreis gesucht.

## Konzepte für Schulen und Kindergärten
Die Aufführungen des Hanauer Marionettentheaters richten sich nach den Rezeptionsvoraussetzungen des Publikums: kein starres Festhalten an überkommenen Spieltechniken, sondern eine lebendige Ausgestaltung. Das jeweils auf das Alter der Kinder abgestimmte Theaterstück setzt auf den „live“ gesprochenen Dialog. Nach der Veranstaltung können die Kinder und Jugendlichen einen Blick hinter die Kulissen werfen.
Aufführungen des Hanauer Marionettentheaters stehen in der klassischen Form seit Ende 2022 nicht mehr zur Verfügung. Bei Bedarf und Interesse betätigt sich Roland Richter aber gerne als Moderator für interessierte Gruppen und stellt sowohl die Geschichte als auch die verschiedenen Arten von Spielfiguren vor.

## Stücke

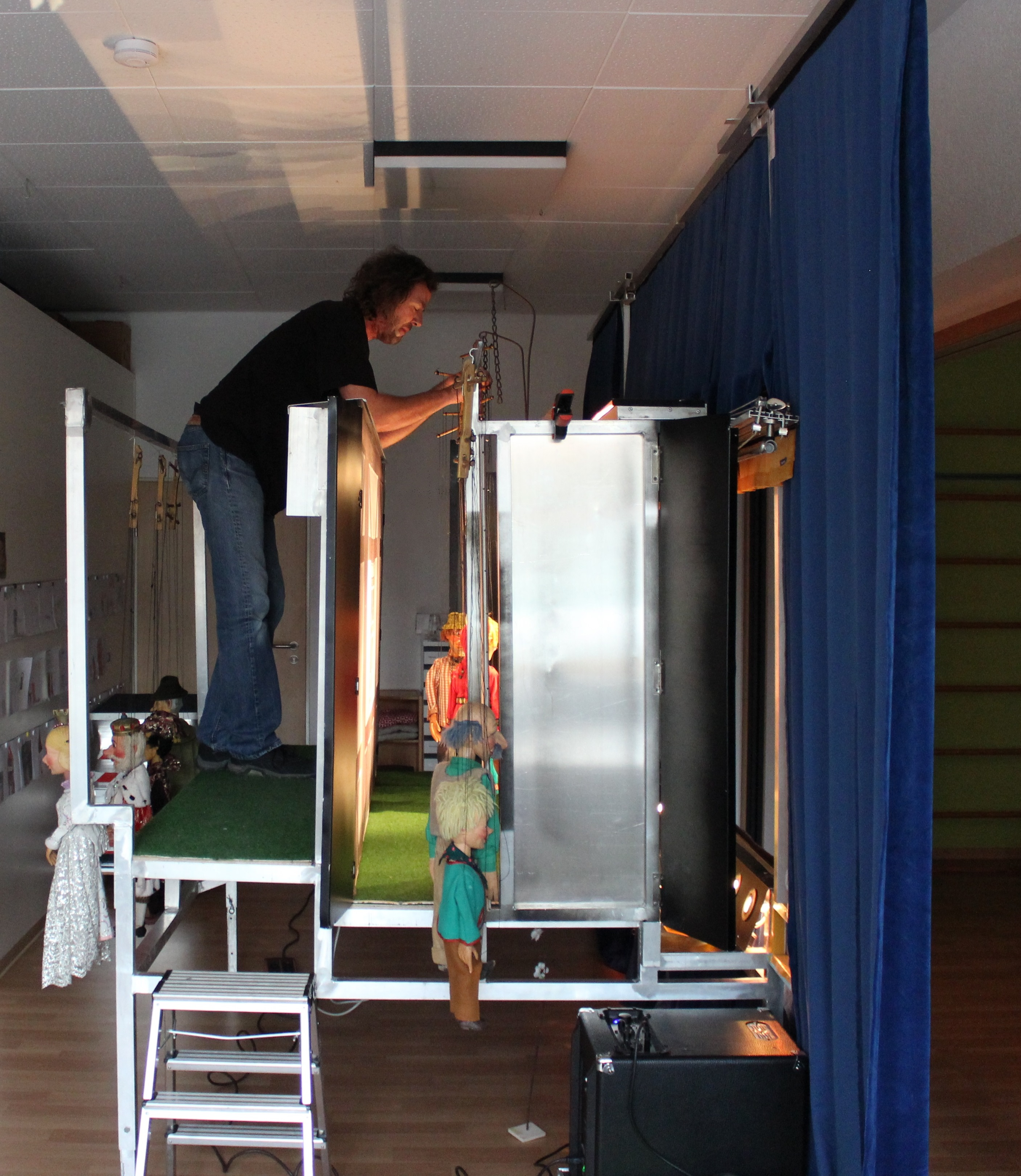
Roland Richter bei der Aufführung

Die Kinderstücke des Hanauer Marionettentheater umfassen sowohl klassische Grimmsche Märchen, als auch Märchen, die von Mitgliedern der Familie Richter geschrieben wurden. Darüber hinaus stehen auch Stücke für Erwachsene auf dem Programm.
Es stehen seit Dezember 2022 keine Stücke mehr zur Verfügung.